# Mahir Çayan
 (janvier 2013).
Mahir Çayan, né le 15 mars 1946 à Samsun, mort le 30 mars 1972 à Kızıldere, était un militant d'extrême gauche turc. Il a été le fondateur, dirigeant et théoricien principal du Parti-Front de libération des peuples de Turquie (Türkiye Halk Kurtuluş Partisi-Cephesi ou THKP-C).

## Biographie
Né à Samsun, Mahir Çayan fait ses études secondaires à Istanbul. En 1963, il s’inscrit à la Faculté de droit d'Istanbul, mais il passe, l'année suivante, à la Faculté des Sciences politiques d'Ankara. À cette époque, il adhère au Parti des Travailleurs de Turquie (TIP) et à la Fédération des Clubs d'Idées (FKF). En 1965, il devient président de la section de la FKF de la Faculté. En 1967, il fait un séjour en France en compagnie de son amie Gülten Savaşçı. Il y suit avec intérêt les débats des mouvements socialistes. C'est aussi lors de ce séjour en France qu'il va se renseigner sur les mouvements de guérilla d'Amérique latine, notamment le foquisme. De retour en Turquie, en 1968, il participe aux actions de protestation contre la présence de la 6e flotte américaine à Izmir, et, pour la première fois, il est placé en garde à vue. 

### Le TIP
Cette période est marquée par les débats au sein du Parti des Travailleurs de Turquie. Mahir Çayan s'intéresse particulièrement à la ligne de la Révolution nationale démocratique, proposée par Mihri Belli. Il se rend dans la région de la mer Noire pour travailler pour le Parti (TIP). Il commence à critiquer la ligne du TIP, qu'il trouve trop légaliste. Il se met à considérer que la situation de la Turquie nécessite une lutte armée. Il écrit ses premiers textes, dans lesquels il défend ses nouvelles positions.  
En 1969, il participe à la réunion à Ankara dans laquelle la FKF se transforme en DEV-GENÇ (Fédération de la jeunesse révolutionnaire). En 1970, il épouse son amie Gülten Savaşçı. Alors que précédemment, à l'instar de Mihri Belli, il espérait une Révolution nationale démocratique enclenchée par les « jeunes officiers », il pense désormais que la révolution doit commencer par des actions de propagande armée. Pour lui, la Turquie est gouvernée par une oligarchie, collaborant avec « l’impérialisme ». 

### LeParti-Front de libération des peuples de Turquie(Türkiye Halk Kurtuluş Partisi-Cephesi/THKP-C)
Il fonde alors, avec Münir Ramazan Aktolga et Yusuf Küpeli, le THKP-C. Ils sont rejoints par Ertuğrul Kürkçü (futur écrivain et député), İlhami Aras, Ulaş Bardakçı, Mustafa Kemal Kaçaroğlu et Hüseyin Cevahir. Contrairement à d'autres organisations qui naissent à la même époque, comme la THKO de Deniz Gezmiş, Mahir Çayan estime que la forme de lutte qui convient à la Turquie est la guérilla urbaine.   

#### Actions à Ankara et Istanbul
La première action armée qu'il planifie est, le 12 février 1971, le pillage d'une succursale du Crédit agricole à Ankara. Après cette action, il se rend à Istanbul pour préparer d'autres actions, en compagnie de Hüseyin Cevahir, Ulaş Bardakçı, Ziya Yılmaz, Kamil Dede et de Oktay Etiman. Le 15 mars 1971, le groupe attaque une succursale d'une banque commerciale à Istanbul. Le 4 avril 1971, le groupe enlève deux hommes d'affaires, Mete Has et Talip Aksoy, et exige le versement d'une rançon de 400 000 livres.  
Le 22 mai 1971, le THKP-C enlève l'ambassadeur d’Israël, Efraim Elrom, et l'exécute. À la suite de cette action, la police déclenche une vaste « opération massue ». Son corps est retrouvé à Istanbul dans l’immeuble Hamarat le 23 mai 1971. Les militants se réfugient chez le cinéaste Yılmaz Güney. Le groupe de militants quitte la maison de Güney le 24 mai 1971. Le 30 mai 1971, Mahir Çayan et Hüseyin Cevahir sont repérés par la police. Après une poursuite, Çayan et Cevahir se réfugient dans une maison à Istanbul. Ils y prennent en otage une fille de 14 ans, Sibel Erkan. Malgré la prise d'otage, la police donne l'assaut. Cevahir est tué, tandis que Mahir Çayan, en dépit d'une tentative de suicide, est arrêté.  

#### Arrestations, procès et évasion
En prison, Mahir Çayan est tenu dans une cellule isolée. Après une grève de la faim de neuf jours, il est transféré à la prison de Maltepe. Alors que leur procès a déjà commencé, au cours de la nuit du 29 novembre 1971, Mahir Çayan, deux autres activistes du THKP-C, en compagnie de deux membres de la THKO, s'évadent grâce à un tunnel qu'ils ont eux-mêmes creusés.  
Après la spectaculaire évasion, des dissensions au sujet de la stratégie voient le jour au sein de l'organisation. La plupart des membres d'Istanbul s'opposant à lui, Çayan retourne à Ankara. Le 19 février, Ulaş Bardakçı se retrouve cerné par la police à Arnavutköy et, refusant de se rendre, périt au cours de l'affrontement. Mahir Çayan et ses amis redoublent de prudence pour échapper aux entreprises de la police. Un autre militant, Koray Doğan, est tué par la police, tandis que d'autres sont arrêtés. Mahir Çayan et la plupart des autres activistes se rendent alors dans la région de la Mer noire.  

### Kızıldere
En même temps, Mahir Çayan et ses amis cherchent le moyen qu'ils pourraient employer pour empêcher l'exécution de Deniz Gezmiş, Hüseyin İnan et Yusuf Aslan, les dirigeants de la THKO, qui viennent d'être condamnés à mort.
Le 26 mars 1972, ils enlèvent trois techniciens étrangers travaillant à la base radar de l'OTAN à Ünye: deux Canadiens et un Britannique. En échange de la libération des trois otages, ils réclament la libération de Deniz Gezmiş, Hüseyin İnan et de Yusuf Aslan. Le 28 mars, le groupe se rend dans le village de Kızıldere dans la région de Tokat (Niksar) et s'installe dans la maison du maire. Le 30 mars, la maison est cernée par l'armée. Lorsque l'ordre de reddition est donné par mégaphone, Mahir Çayan répond en criant « que les simples soldats s'en aillent, que les gradés viennent! » et « nous ne sommes pas venus ici pour nous rendre, nous sommes venus pour mourir! » Les soldats donnent l'assaut. Mahir Çayan et neuf autres activistes de l'organisation sont tués. Seul Ertuğrul Kürkçü est arrêté vivant. Les otages périssent eux aussi au cours de l'assaut.

### Liens  externes
- (tr) Les Œuvres complètes de Mahir Çayan.